# 봉선동 남양휴튼 1차 아파트
봉선동 남양휴튼 1차 아파트(영어: Bongseondong Namyanghyuteun 1 Apartments)는 대한민국 광주광역시 남구 봉선동에 위치한 주상복합 단지이다.